# Kalendář (literatura)

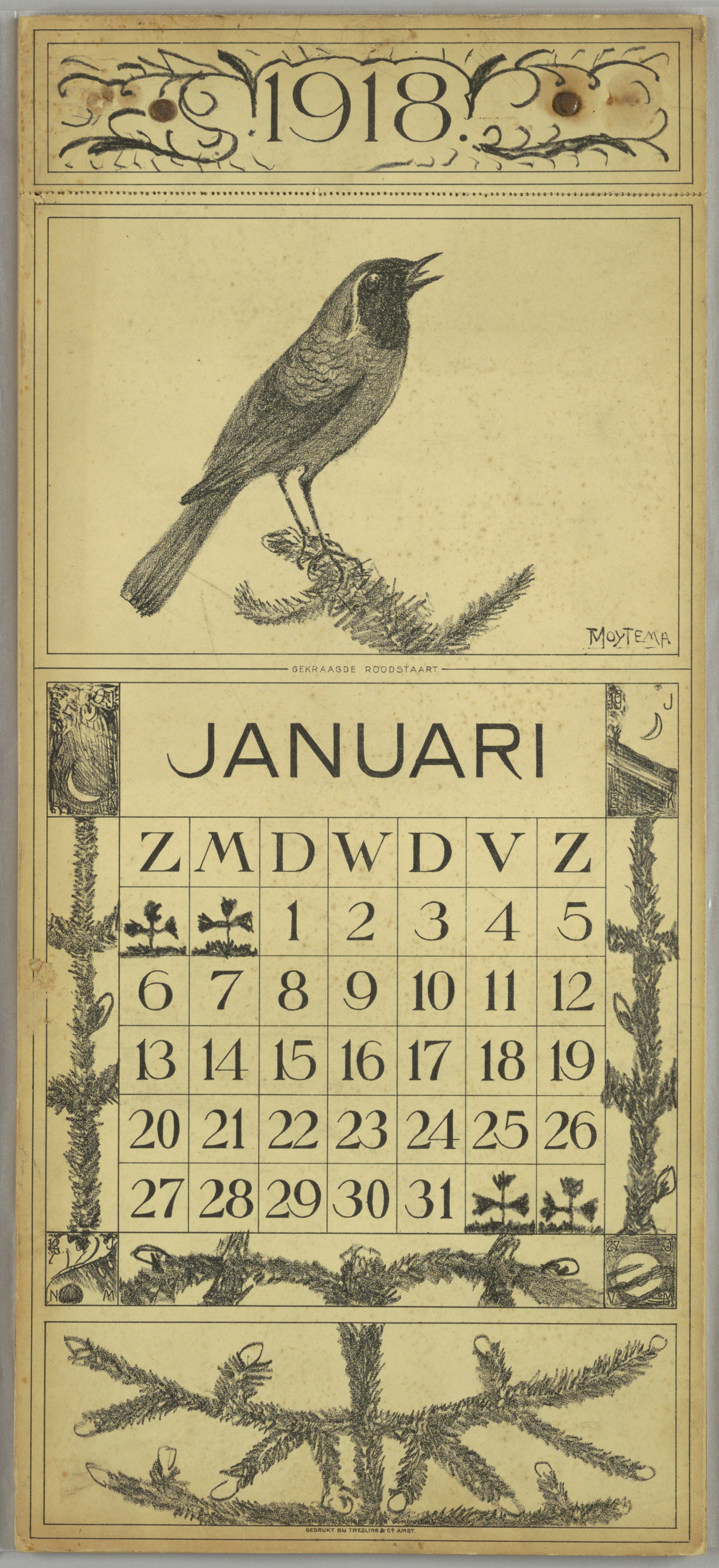
Kalendář z roku 1918

Jako kalendář (čtecí kalendář, kalendář na čtení) je označován žánr lidové četby, který obsahuje nejen kalendárium s významnými svátky, ale také stati řazené podle nich, povídky a články.

## Historie
K charakteristickým částem patřily vedle kalendária pranostiky (astrologické a meteorologické) a rady zemědělcům. Kromě užitečných a věcných údajů se v nich často objevovaly i senzační výmysly.

## České kalendáře

### Historie
- Kalendář historický Daniela Adama z Veleslavína (1578, 2. vydání 1590)
- Nový kalendář tolerancí Václava Matěje Krameria (vydáván 1786–1797).

Zlatým věkem českého kalendáře je 19. století. Zvyšuje se jejich počet a tematická rozrůzněnost (zaměření na konkrétní řemesla, události, region či katolickou komunitu) i celkový náklad. Po přechodnou dobu kalendář supluje časopis, beletrii a odbornou literaturu, zejména na venkově. Význam kalendáře klesá zhruba od 80. let 19. století s rozvojem nových publikačních možností. K oblíbeným tiskům patřily:
- Nový Pražský kalendář pro město i pro venkov... jako pravidelnou ročenku Pražských novin vydával Josef Václav Šesták v knihtiskárně Bohumila Haasae od roku 1847 do roku 1913.[1]
- Stoletý kalendář

### Současnost
- Snář, planetář, bylinář a 1000 letý kalendář[2]
- Lunární kalendář Krásné paní
- křesťanský Cyrilometodějský kalendář

## Obvyklé složky kalendáře
- přehled svátků
- seznam výročních trhů
- hospodářské a zdravotní rady
- pranostiky (chiromantie, snář, rady k loterii apod.)
- beletrie (črty, povídky, anekdoty)
- reklamy

## Jiné významy
Titulem Kalendář nazval Josef Petráň svou knihu o korunovačním plese císaře Leopolda II. v Nosticově divadle v Praze, konaném dne 12. září roku 1791.